# Zatoka Victoriniego
Zatoka Victoriniego – zatoka Jeziora Solińskiego położona we wschodniej części akwenu (na brzegu wschodnim odnogi), na południe od Zatoki Brosa i naprzeciw Półwyspu Horodek, na terenie gminy Ustrzyki Dolne, w Górach Sanocko-Turczańskich. 
Równoleżnikowo położona zatoka jest głęboko wcięta pomiędzy dwa zalesione masywy górskie, które przy wlocie zatoki są strome i stopniowo spłaszczają się ku jej końcowi. Zatoka ma długość około 500 metrów, a szerokość około 150 metrów. Znajduje się tutaj przystań z pomostem. Nad zatoką wznosi się gospodarstwo, które należało do bieszczadzkiego outsidera, Henryka Victoriniego mieszkającego tu przez 40 lat i zostało wzniesione z materiału budowlanego pochodzącego z resztek dawnego pałacu Aleksandry Brandys. Domostwo to stanowi jedyną pozostałość po wsi Sokole. Przed II wojną światową we wsi tej istniało ponad 50 domów, a zamieszkiwało ją około czterysta osób, w większości grekokatolików.
Miejsce to stanowiło lubiany punkt pobytowy artystów Akademii Sztuk Pięknych z Krakowa. Znajdowała się tu plaża dla naturystów. Na jednej z plaż nad zatoką w 2000 znaleziono pozostałości nagrobków i kości ludzkie pochodzące najprawdopodobniej ze zlikwidowanego cmentarza.